# Ljustjärnen (Anundsjö socken, Ångermanland, 706194-158216)
Ljustjärnen är en sjö i Örnsköldsviks kommun i Ångermanland och ingår i Moälvens huvudavrinningsområde.